# Canton d'Arcachon
Le canton d'Arcachon est une ancienne division administrative française située dans le département de la Gironde et la région Aquitaine.

## Géographie
Ce canton correspondait exactement du point de vue territorial à celui de la commune d'Arcachon.

## Composition
Le canton d'Arcachon groupait une commune et comptait 10 975 habitants (population municipale) au 1er janvier 2010.
| Nom      | Code Insee | Intercommunalité         | Superficie (km2) | Population (dernière pop. légale) | Densité (hab./km2) |
| -------- | ---------- | ------------------------ | ---------------- | --------------------------------- | ------------------ |
| Arcachon | 33009      | CA Bassin d'Arcachon Sud | 7,56             | 10 370 (2014)                     | 1 372              |

## Démographie
| 1962   | 1968   | 1975   | 1982   | 1990   | 1999   | 2006   | 2011   | 2012   |
| ------ | ------ | ------ | ------ | ------ | ------ | ------ | ------ | ------ |
| 14 862 | 14 986 | 13 892 | 13 293 | 11 770 | 11 454 | 12 153 | 10 776 | 11 307 |

## Histoire
Le canton d'Arcachon a été créé en 1906 (Loi du 17 avril 1906). Auparavant, il faisait partie du canton de La Teste-de-Buch.
En 2015, il est réintégré dans le Canton de La Teste-de-Buch.

## Administration

### Conseillers d'arrondissement (de 1833 à 1940)
| Période                                  | Période      | Identité                        | Étiquette   | Qualité |
| ---------------------------------------- | ------------ | ------------------------------- | ----------- | --- |
| 1906                                     | 1925 (décès) | Aimé Bourdier père (1854-1925)  | Républicain | Médecin, conseiller municipal d'Arcachon, ancien conseiller d'arrondissement du canton de La Teste          |
| 6 septembre 1925                         | 1940         | Louis Bourdier fils (1887-1949) | Républicain | Médecin à Arcachon                                                                                          |
| 1940                                     |              |                                 |             | Les conseils d'arrondissement ont été suspendus par la loi du 12 octobre 1940 et n'ont jamais été réactivés |
| Les données manquantes sont à compléter. |              |                                 |             | |

### Conseillers généraux de 1906 à 2015
| Période | Période          | Identité                  | Étiquette                                               | Qualité |
| ------- | ---------------- | ------------------------- | ------------------------------------------------------- | --- |
| 1906    | 1925             | James Veyrier-Montagnères | RG                                                      | Agent de change à Bordeaux Maire d'Arcachon (1897-1922)                                                         |
| 1925    | 1931             | Ramon Bon                 | AD                                                      | Agent de location Maire d'Arcachon (1922-1929)                                                                  |
| 1931    | 1939 (décès)     | Marcel Gounouilhou        | RG                                                      | Propriétaire-viticulteur Directeur de La Petite Gironde Maire d'Arcachon (1929-1938) Député du Gers (1919-1924) |
| 1939    | 1940             | André de Fels             | Républicain national                                    | Maire d'Arcachon (1938-1940) Ancien député de Seine-et-Oise (1928-1932)                                         |
| 1943    | 1945             | Charles Martin            | ?                                                       | Maire d'Arcachon (1940-1945) Nommé conseiller départemental en 1943                                             |
| 1945    | 1967             | Lucien de Gracia          | Union des résistants puis RPF puis RS puis UNR puis UDR | Chef d'entreprise Sénateur (1948-1951) Député (1951-1955 et 1958-1962) maire d'Arcachon                         |
| 1967    | 1973             | Franck Cazenave           | RI puis CDP                                             | Gérant de sociétés Député (1962-1974), maire de Belin                                                           |
| 1973    | 1979             | Robert Fleury             | DVD                                                     | Docteur en médecine Maire d'Arcachon (1977-1983)                                                                |
| 1979    | 1985             | Pierre Lataillade         | UDR puis RPR                                            | Professeur Député (1978-1981), maire d'Arcachon                                                                 |
| 1985    | 1998             | Robert Fleury             | UDF                                                     | Docteur en médecine Conseiller municipal et ancien maire d'Arcachon                                             |
| 1998    | 2012 (démission) | Yves Foulon               | DVD puis UMP                                            | Avocat Maire d'Arcachon Député depuis 2012                                                                      |
| 2012    | 2015             | Yvette Maupilé            | UMP                                                     | Adjointe au Maire d'Arcachon Elue en 2015 dans le Canton de La Teste-de-Buch                                    |